# 十市遠清
十市 遠清（とおち/とおいち とおきよ）は、室町時代中期から後期にかけての武将。官位は播磨守。大和国十市城主。孫に十市遠治。

## 略歴
十市遠栄の子として誕生。幼名は加賀寿丸。
永享12年（1440年）に父が自殺し、嘉吉2年（1442年）、室町幕府管領・畠山持国の取りなしで十市氏の家督を継いで遠清と名乗った。遠清は播磨守を称し、興福寺に重用され寛正2年（1461年）には羽津黒井・草川両庄の検断職に任じられ、弟・遠勝を八田氏の養子に入れる等着実に勢力を拡大していった。独自の立場を維持する目的から当時の大乗院門跡経覚と筒井氏の内乱及び畠山氏のお家騒動には中立の立場を取っていた（持病説もあり）。
文正元年（1466年）11月、成身院光宣・筒井順永と越智家栄の対立を和解させたが、翌年に応仁の乱が勃発した。 遠清は筒井氏らと共に京都で東軍に属して行動したが、大和に転戦して越智家栄、古市澄胤らと戦った。文明3年（1471年）、楊本城を攻めて楊本範満父子を殺害すると楊本庄を押領、後に龍王山城を築く元を作った。同年8月、嫡男・遠相に家督を譲る。
文明9年（1477年）9月に畠山義就が河内国に侵攻、越智氏も大和を制圧した為、遠清父子は筒井順尊・箸尾為国らが大和から逃れた後も十市城に留まったが、文明11年（1479年）、次男・遠為が西軍に通じたことから遠為を討ったが、やはり大和を去っていった。以後、勢力回復を試みたが、筒井氏と共に逼塞する事態が続き、延徳3年（1491年）に遠相に先立たれ、4年後に自身も世を去った。跡を孫・遠治（遠相の遺児）が継いだ。